# Busa del Pomar
La Busa del Pomar è un'antica miniera d'argento che si trova in Trentino.
È una delle principali miniere (localmente chiamate canope) che fanno parte dell'antico complesso minerario argentifero del Monte Calisio.

## Ubicazione e sviluppo
La miniera è situata a circa 600 metri d'altezza e si trova a 1 km circa dall'abitato di Gardolo di Mezzo, nei pressi dei Masi Saracini e in prossimità del tracciato della via Claudia Augusta.
La miniera presenta tre ingressi due dei quali sono collegati tra di loro (l'ingresso inferiore e l'ingresso centrale) e proseguono con un notevole sviluppo di cunicoli, spesso instabili e percorribili con difficoltà. Il terzo ingresso, al contrario dei precedenti, non prosegue in profondità ma si ferma quasi subito. 

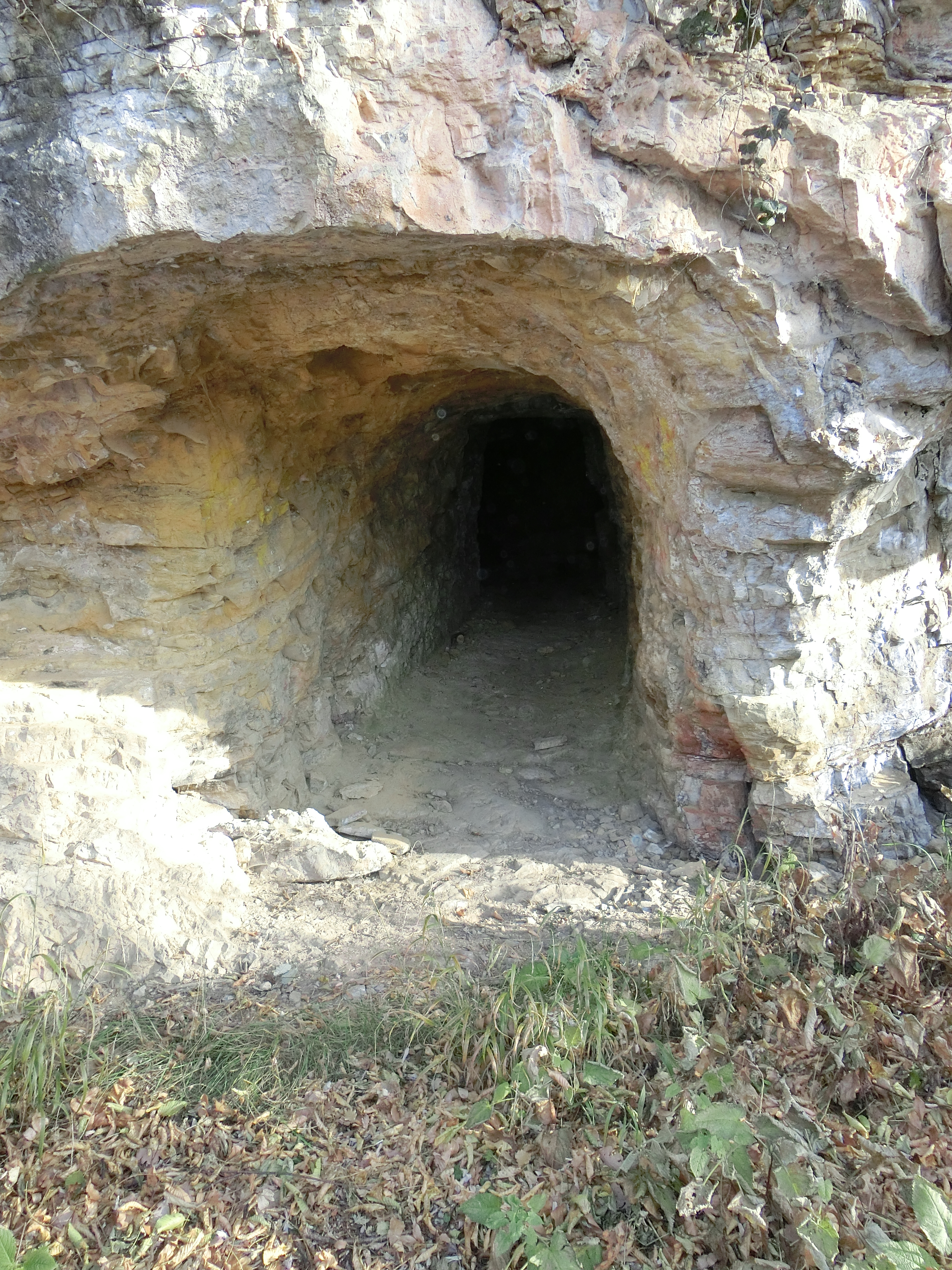
Entrata Inferiore
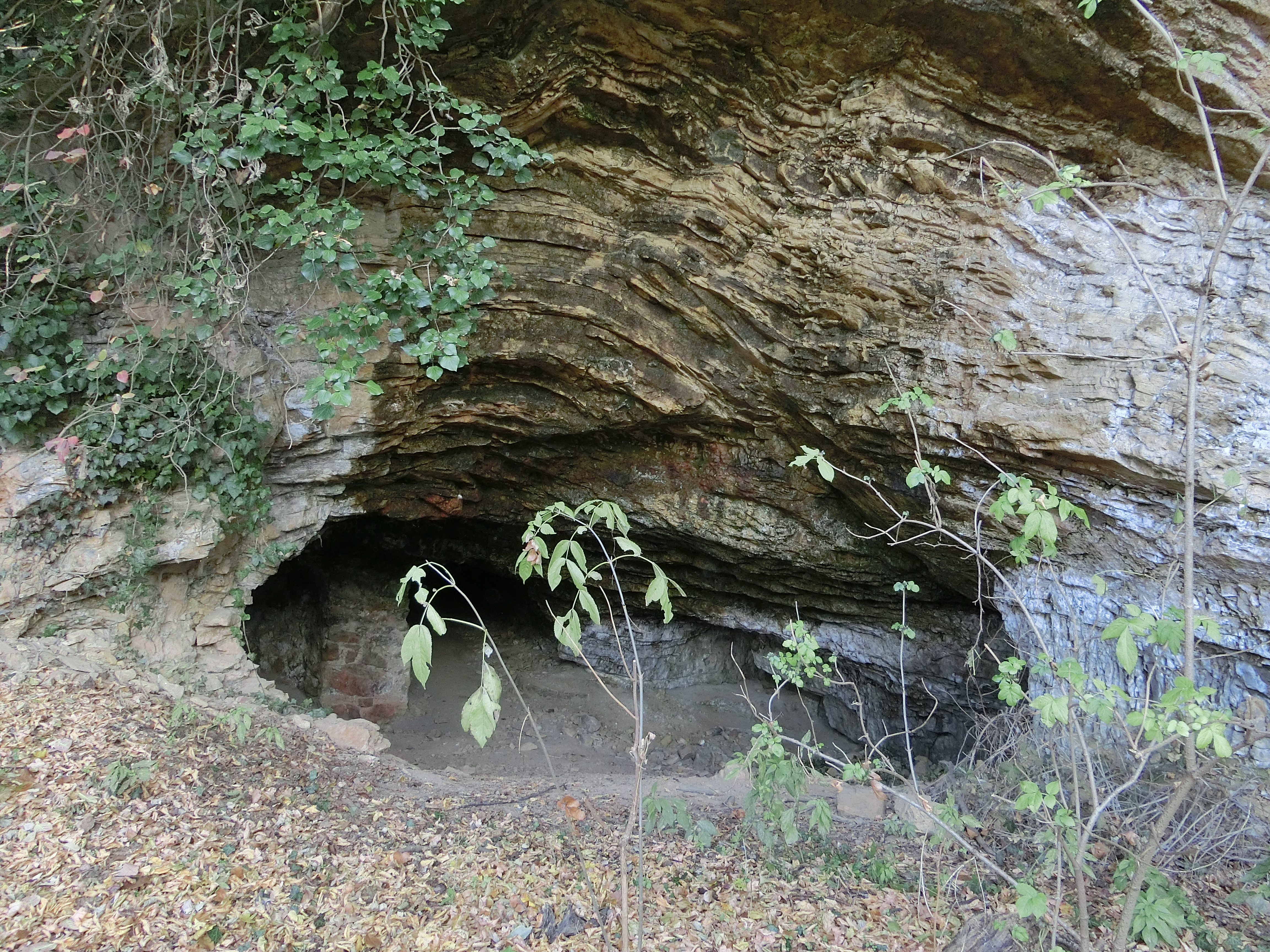
Entrata Principale
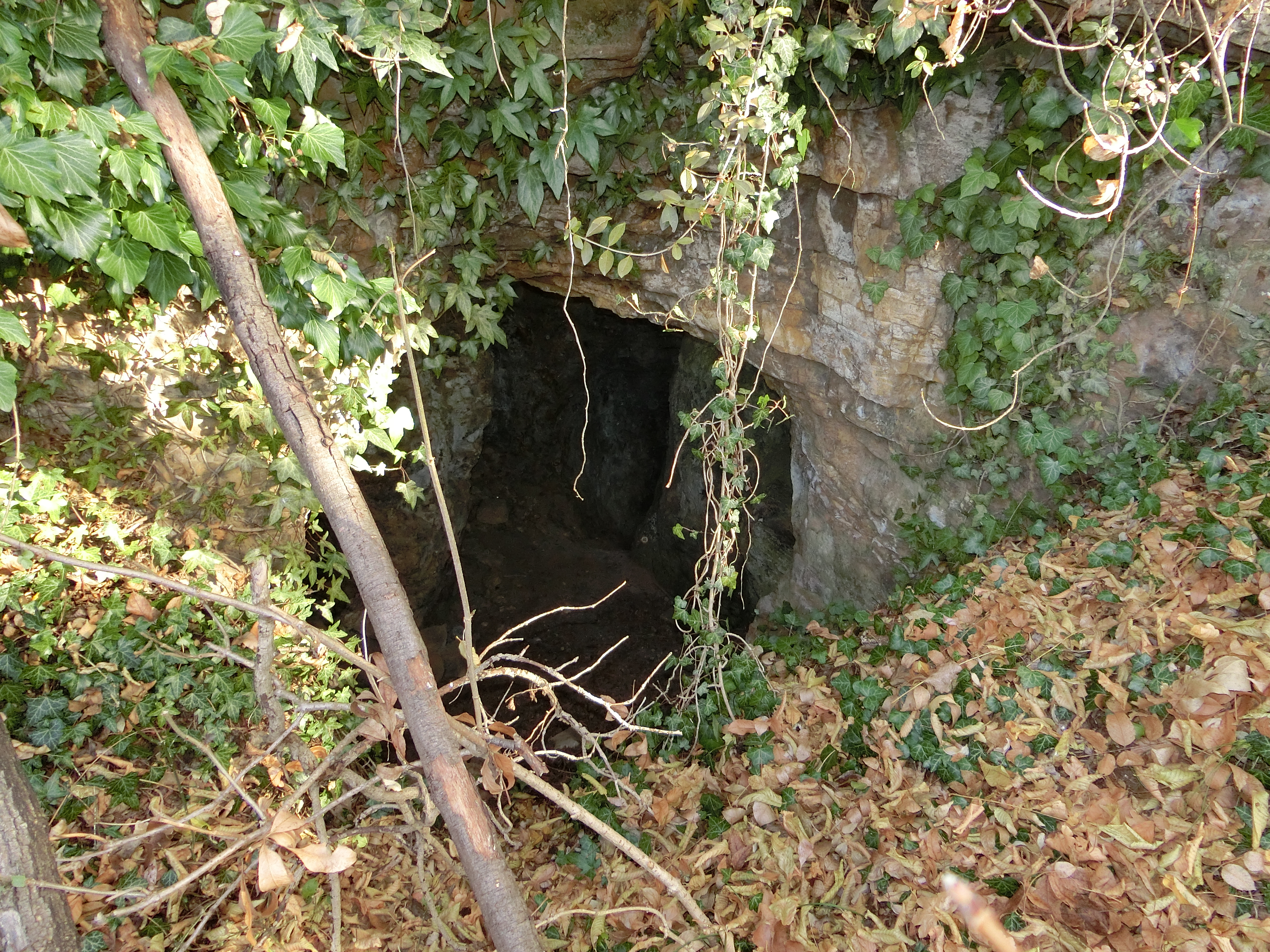
Entrata Superiore

## Geologia e materiale estratto
Il giacimento è di natura sedimentaria e in particolare si colloca all'interno dell'ultimo strato dei calcari della Formazione a Bellerophon.
Il minerale estratto era costituito da galena contenente percentuali significativamente alte di argento.
All'interno della miniera sono tuttora osservabili piccoli filoni di barite. 

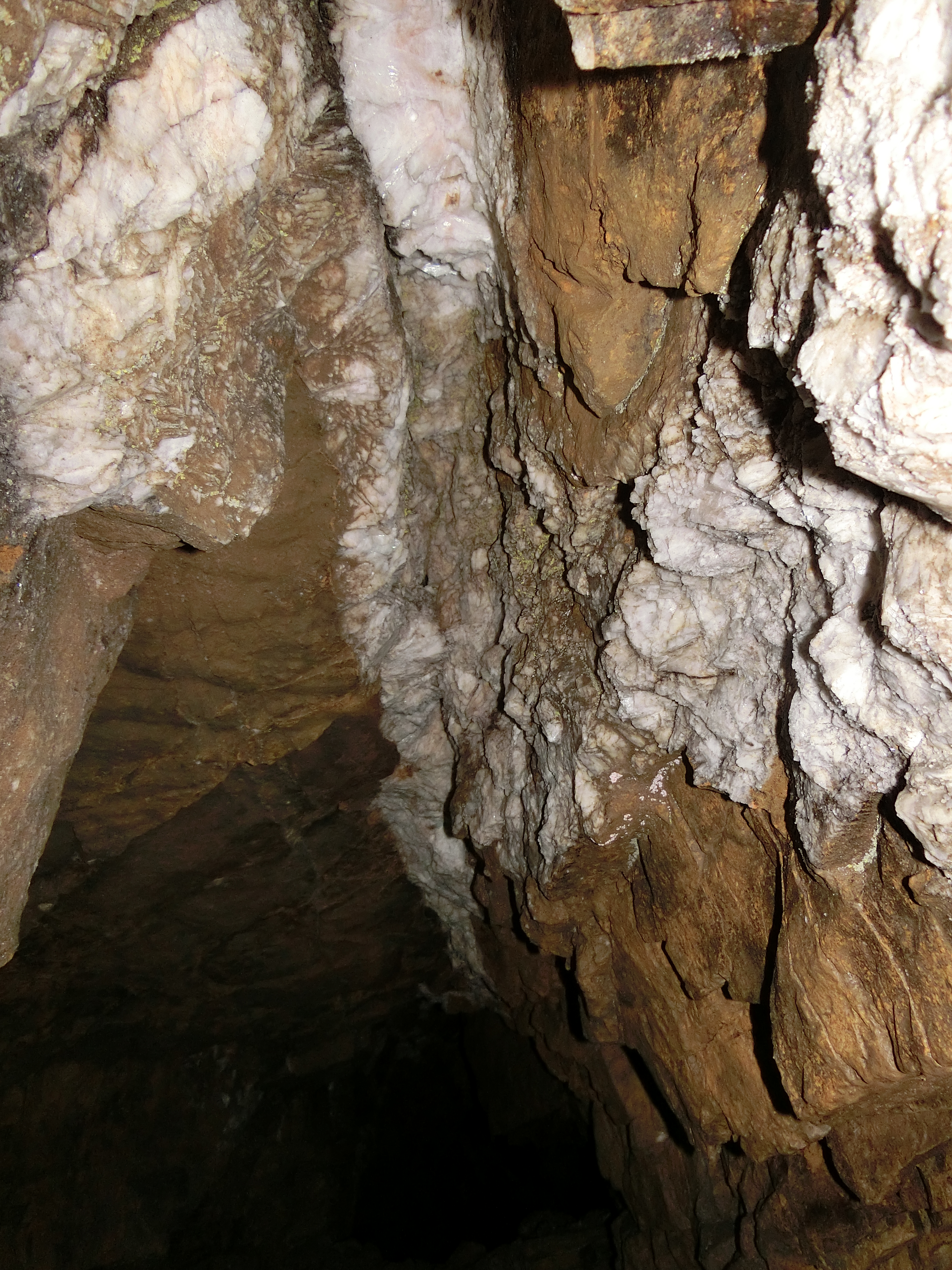
Filone di Barite
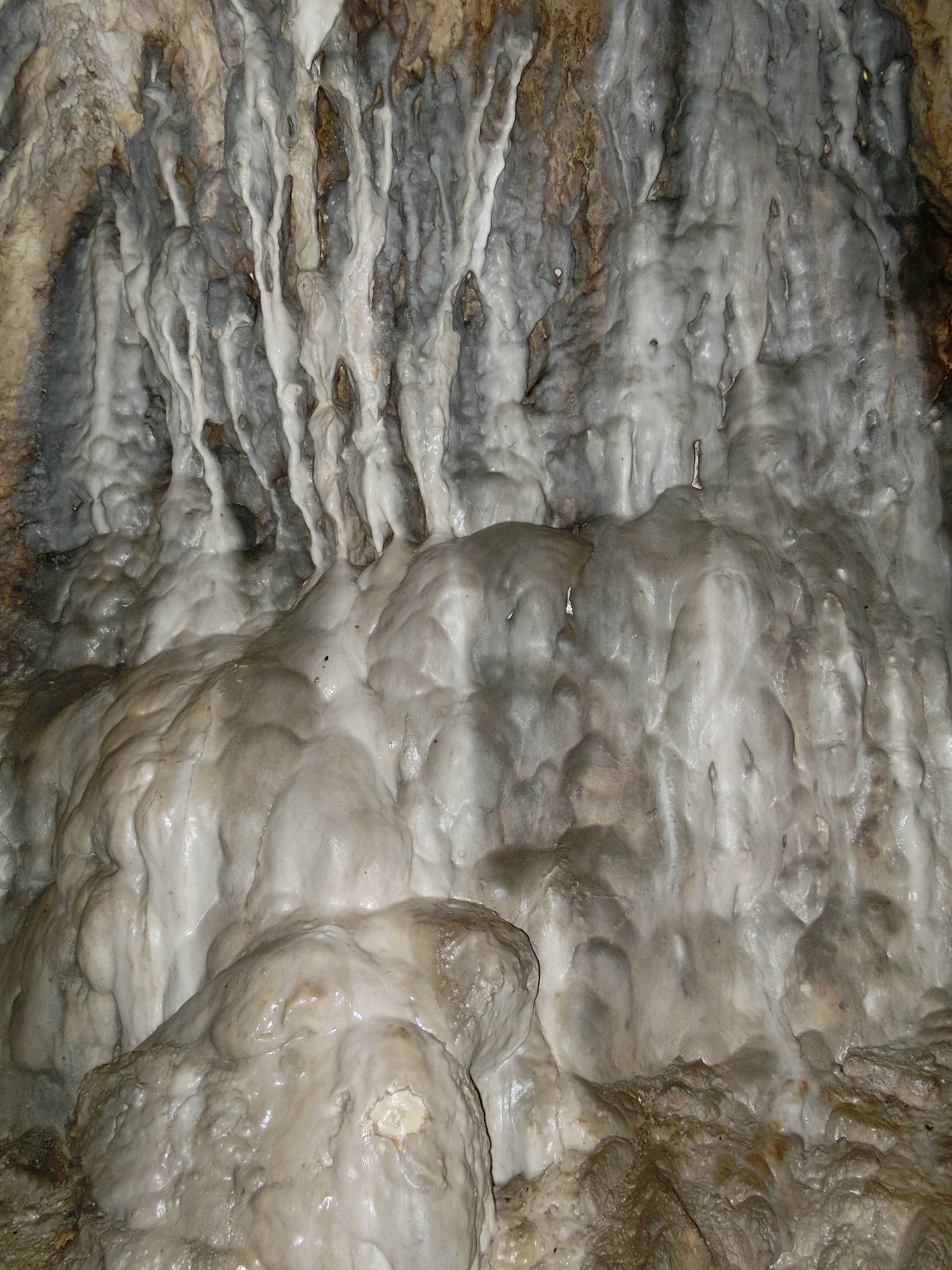
Concrezioni